# Municipio de North (Ohio)
El municipio de North (en inglés: North Township) es un municipio ubicado en el condado de Harrison en el estado estadounidense de Ohio. En el año 2010 tenía una población de 1717 habitantes y una densidad poblacional de 28,57 personas por km².

## Geografía
El municipio de North se encuentra ubicado en las coordenadas 40°24′4″N 81°7′15″O / 40.40111, -81.12083. Según la Oficina del Censo de los Estados Unidos, el municipio tiene una superficie total de 60.1 km², de la cual 60,06 km² corresponden a tierra firme y (0,06 %) 0,04 km² es agua.

## Demografía
Según el censo de 2010, había 1717 personas residiendo en el municipio de North. La densidad de población era de 28,57 hab./km². De los 1717 habitantes, el municipio de North estaba compuesto por el 98,14 % blancos, el 0,06 % eran afroamericanos, el 0,12 % eran asiáticos, el 0,29 % eran de otras razas y el 1,4 % eran de una mezcla de razas. Del total de la población el 0,29 % eran hispanos o latinos de cualquier raza.